# Honor of Kings
Honor of Kings (Chinees: 王者 荣耀; pinyin: Wángzhě Róngyào, ook bekend onder de Engelse titel King of Glory) is een multiplayer online battle arena ontwikkeld en gepubliceerd door Tencent Games voor mobiele platforms iOS en Android, exclusief voor de Chinese markt. Tegen 2017 had Wangzhe Rongyao meer dan 80 miljoen dagelijkse actieve spelers en 200 miljoen maandelijkse actieve spelers, en was zowel 's werelds populairste en meest winstgevende game aller tijden als de meest gedownloade app wereldwijd, Wangzhe Rongyao heeft een totaal van 900 miljoen downloads wereldwijd. De internationale versie van de game is in 2017 uitgebracht als Arena of Valor, met verschillende inhoud.

## Gameplay
De gameplay van Honor of Kings (Wangzhe Rongyao) lijkt sterk op de game League of Legends ontwikkeld en gepubliceerd door Riot Games, een bedrijf dat eigendom is van Tencent.
De game vereist een Tencent QQ-account of een WeChat-account. Als men hetzelfde accounttype op verschillende platforms gebruikt, is multiplayer met WeChat-vrienden mogelijk, maar veel functies in het spel zijn uitgeschakeld (dagelijks geschenk, profielweergave en uitnodigende clan). Verschillende accounttypen hebben geen toegang tot de matchmaking-wachtrij van de ander, zelfs niet op hetzelfde platform.

## Geschiedenis
In 2015 benaderde Tencent Riot Games en vroeg hen om hun populaire game League of Legends om te zetten in een mobiele titel. Riot weigerde echter en beweerde dat de gameplay van League of Legends niet kon worden gerepliceerd op smartphones. Tencent ging vervolgens over tot het maken van hun eigen mobiele spel, Wangzhe Rongyao, ruwweg vertaald in het Engels als King of Glory (glorie van de koning). Riot realiseerde vervolgens de mobiele markt voor het MOBA-genre en kondigde uiteindelijk in 2019 League of Legends: Wild Rift aan.
De game heeft op 26 november 2015 een bèta-release ontvangen voor iOS- en Android platforms. Naast een player versus environment (PvE) parkour-modus, hardloopmodus, bevat de game player versus player (PvP) multiplayer-gevechten. De game vertoont veel overeenkomsten met League of Legends. In november 2016 stond Wangzhe Rongyao bovenaan het Chinese pan entertainmentfestival 2016 "China IP index waardenlijst lijst met top 10 games".